# چک اروپایی

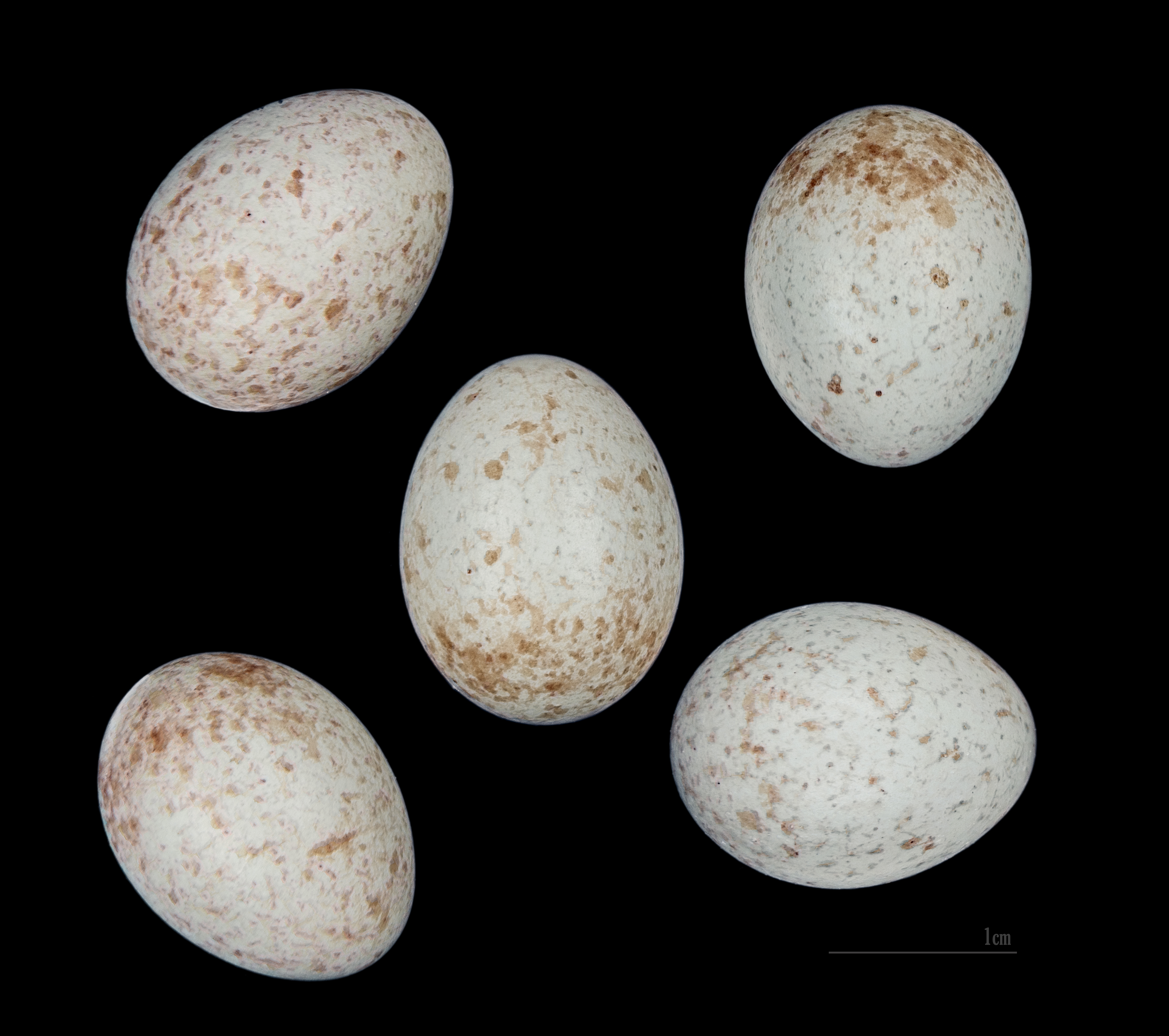
Saxicola rubicola

چک اروپایی (نام علمی: Saxicola rubicola) پرنده‌ای از سردهٔ چک در تیرهٔ مگس‌گیران در راستهٔ گنجشک‌سانان است که در گذشته به عنوان زیرگونهٔ چک معمولی دسته‌بندی می‌شد.
کمابیش دو زیرگونه در حال حاضر برای چک اروپایی پذیرفته شده است:
- Saxicola rubicola rubicola. در جنوب و شرق محدوده‌اش، از دانمارک جنوب غربی تا اسپانیا و شمال مراکش, از شرق تا لهستان و اوکراین, و از جنوب شرقی تا ترکیه.
- Saxicola rubicola hibernans. شمال غرب اروپا در مناطق ساحلی اقیانوس اطلس، در جنوب غربی نروژ، بریتانیا، جزیره ایرلند و شمال غربی فرانسه. چک اروپاییِ ساحل پرتغال نیز اغلب به عنوان این زیرگونه ذکر شده است.

در گذشته، چک اروپایی و چک سیبری و چک افریقایی با هم به عنوان چک معمولی و با نام علمی Saxicola torquatus در نظر گرفته می‌شدند. اما بررسی‌های جدید با استفاده از شواهد انگشت‌نگاری دی‌ان‌ای میتوکندریایی cytochrome b توالی اسید نوکلئیک و دی‌ان‌ای هسته‌ای میکروستلایت، قویاً از جدایی آنها به گونه‌های متمایز حمایت می‌کند.